# فوتبول منيجر
 فوتبول منجر  أو مدرب كرة القدم (بالإنجليزية: Football Manager)‏ هي سلسلة من ألعاب المحاكاة التي طورتها سبورت انترأكتيف ونشرتها سيغا، اللعبة أبصرت النور عام 1992 تحت مسمَى شامبيونتشيب مينيجير(مدرب البطولة)، لكن بعد الانفصال الذي تمَ بينها وبين الناشر الأول للعبة أيدوس خسرت سبورت إنترأكتيف حق استخدام الاسم لتعيد إطلاق اللعبة تحت مسمَى فوتبول منيجر بالتعاون مع ناشر جديد هو سيغا.